# Cornelis Johannes van Houten
Pour les articles homonymes, voir Van Houten.
Cornelis Johannes van Houten (né le 18 février 1920 et mort le 24 août 2002) est un astronome néerlandais. Il est parfois appelé Kees van Houten.

## Biographie
Né à La Haye, il passe toute sa carrière à l'université de Leyde sauf lors d'une brève période (1954–1956) comme assistant de recherche à l'observatoire Yerkes. Il obtient son diplôme d'études secondaires en 1940, mais la Seconde Guerre mondiale interrompt ses études et il n'obtient son Ph.D. qu'en 1952.
Il épouse sa camarade astronome Ingrid Groeneveld (qui devient Ingrid van Houten-Groeneveld) et ensemble ils s'intéressent aux astéroïdes. Ils ont un fils, Karel.
Au sein d'un trio constitué de Tom Gehrels et d'Ingrid, il est le découvreur extrêmement prolifique de plusieurs milliers d'astéroïdes. Dans le cadre du Relevé Palomar-Leyde, Gehrels fait un balayage du ciel à l'aide du télescope de Schmidt de 48 pouces (1,22 m) de l'observatoire du Mont Palomar et expédie les plaques aux van Houten à l'observatoire de Leyde, qui les analysent pour trouver de nouveaux astéroïdes. Le trio est crédité conjointement de plusieurs milliers de découvertes entre 1960 et 1977 (4 641 astéroïdes numérotés au 28 mars 2020).
À partir des propriétés statistiques mises en évidence, il devient clair que les astéroïdes peuvent se classer dans certaines « familles ».
Il étudie également les vitesses radiales d'étoiles binaires serrées. Il ne prend pas sa retraite, mais demeure actif et publie des articles sur les astéroïdes et les étoiles binaires à éclipses jusqu'à sa mort.
L'astéroïde (1673) van Houten est nommé en son honneur.